# Leopoldskreuz
Das Leopoldskreuz für Verdienste um das Stift Klosterneuburg ist ein Verdienstzeichen des Stiftes Klosterneuburg.

## Geschichte
Das Leopoldskreuz geht auf eine Idee des Propstes Gebhard Koberger zurück. In den Jahren nach 1980 wurde das Stift generalsaniert. Die Beendigung fiel mit der Landesausstellung und dem 500-Jahr-Jubiläum der Heiligsprechung Leopolds des Heiligen zusammen. Den Entwurf zum Leopoldskreuz schuf der Augustiner-Chorherr Floridus Röhrig. Er orientierte sich dabei am Österreichisch-kaiserlichen Leopold-Orden.
In der Zeit von 1985 bis 2002 wurden 5 goldene, 18 silberne und 43 bronzene Kreuze verliehen.
Die Auszeichnung wird seit 1985 in den drei Klassen Bronze, Silber und Gold vom jeweiligen Propst des Stiftes verliehen. Seit 2015 wird als höchste Stufe der „Stern zum Leopoldskreuz in Gold“ verliehen. Erhalten können die Auszeichnung sowohl Priester als auch Laien. Ausgenommen sind die Chorherrn selbst und Familiare des Stiftes. Das Ehrenzeichen in Bronze wird als Brustdekoration getragen, Silber und Gold als Halsdekoration.

## Träger
Stern zum Leopoldskreuz in Gold
- Erwin Pröll (2015)
- Sauli Niinistö (2016)[1][2]

in Gold
- Siegfried Ludwig (1985)
- Erwin Pröll (1985)
- Leopold Grünzweig (1985)
- Stefan Schmuckenschlager (2024)[3]

in Silber
- Monsignore Walther Panzenböck, Baudirektor der Erzdiözese Wien (1986)
- Prälat Franz Ramler, Baudirektor der Diözese St. Pölten (1986)
- Johannes Gründler, Leiter der Kulturabteilung der Landesregierung (1986)
- Georg Schmitz, Leiter der Kulturabteilung der Landesregierung (1986)
- Rudolf Pacik, em. Professor für Liturgiewissenschaft, Universität Salzburg (1986)
- Willibald Eigner (2017)[4][5]
- KommR. Josef Angelmayer, Abschnittsfeuerwehrkommandant und Branddirektor der Stadt Klosterneuburg (2021)